# Showgirl

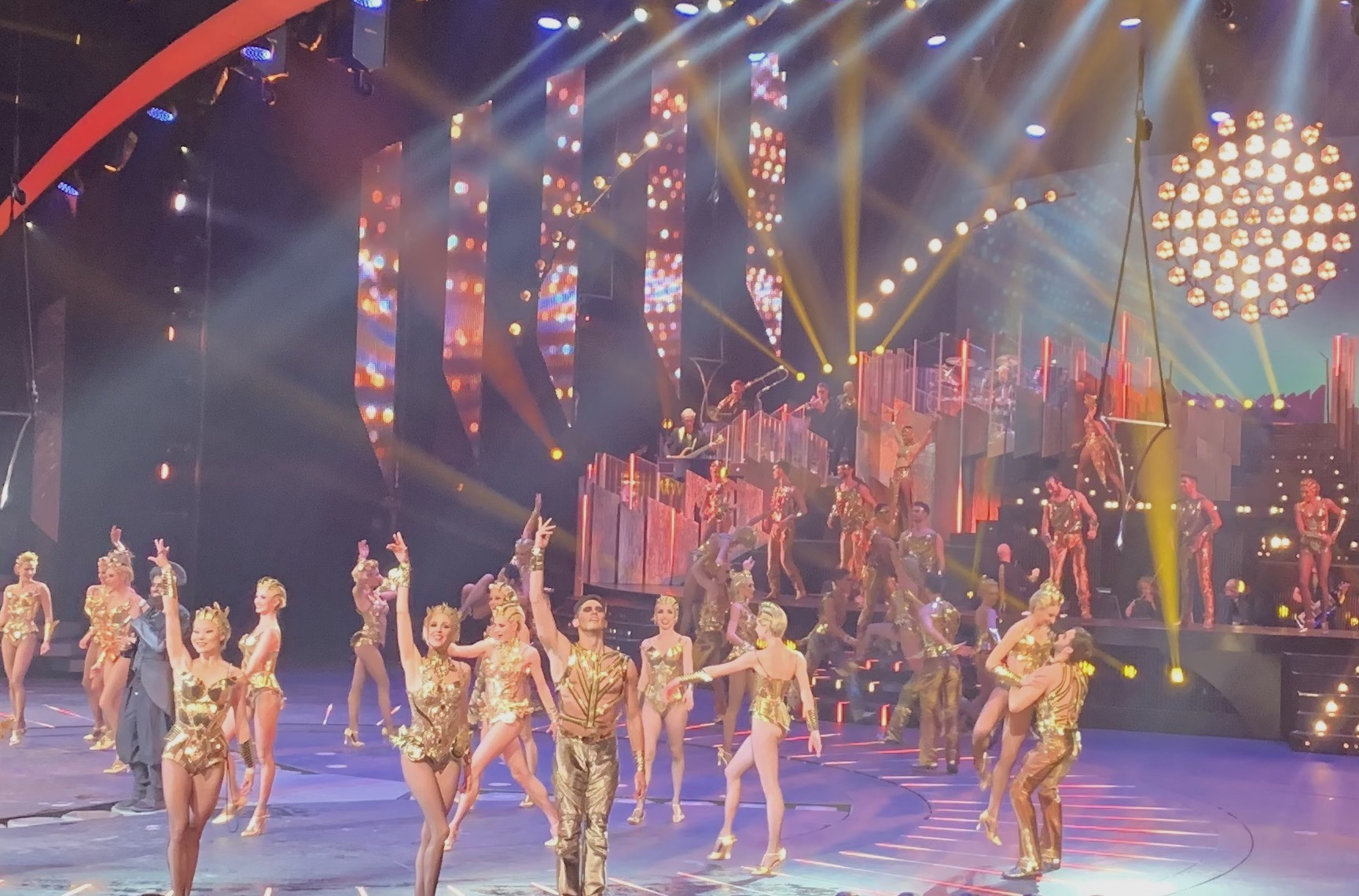
Showgirls während der Revue „Arise“ im Friedrichstadt-Palast (Berlin 2021)

Ein Showgirl oder Vedette (Südamerika) ist eine Tänzerin oder Unterhaltungskünstlerin, bei denen die Darstellung körperlicher Attribute und Schönheit im Vordergrund stehen. Sie treten auch oben ohne oder nackt auf. Der Begriff wird auch für Models benutzt, die für die Werbung auf Messen eingesetzt werden.

## Hintergrund

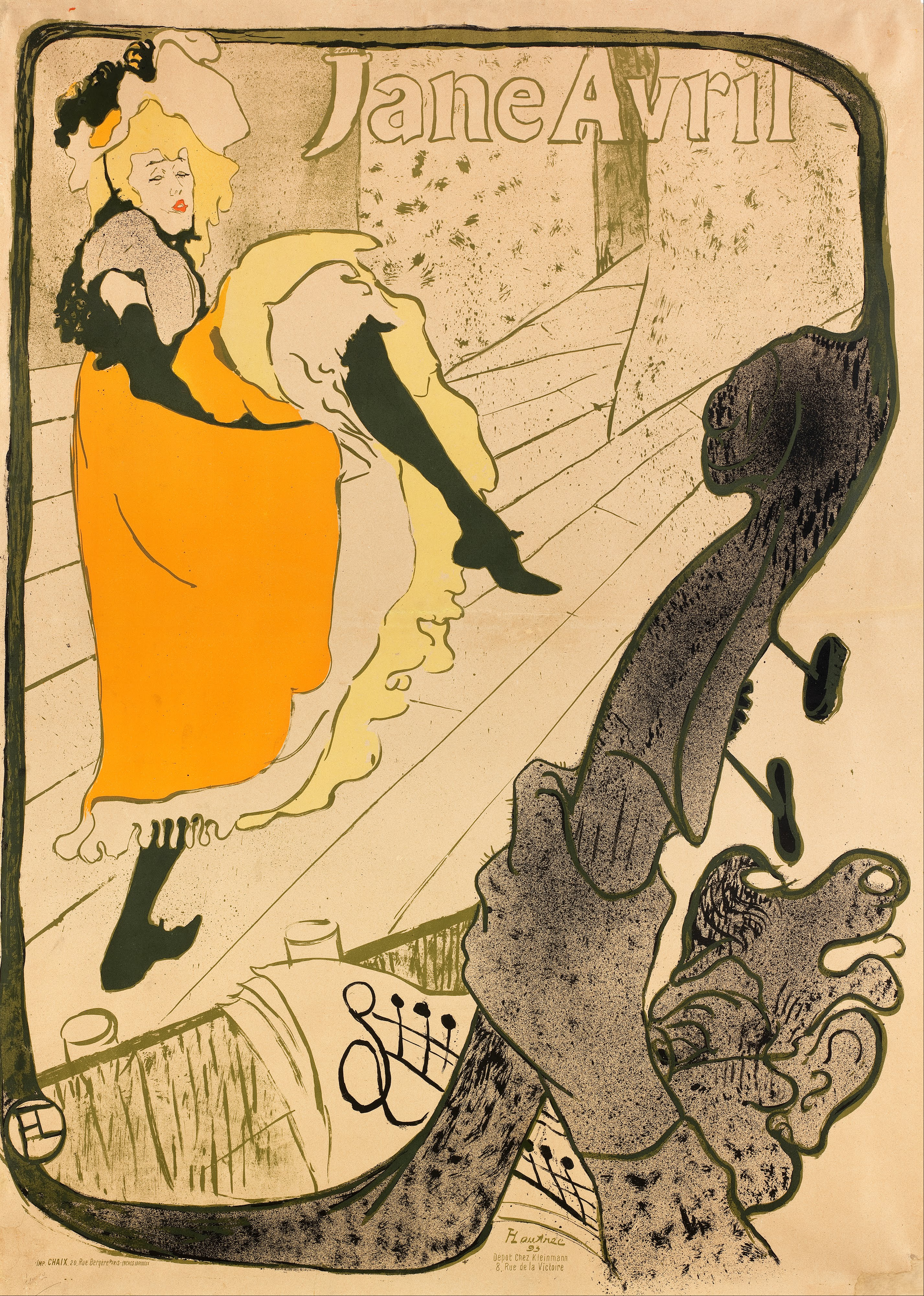
Plakat mit Jane Avril von Henri de Toulouse-Lautrec (1893)

Showgirls traten bereits im späten 19. Jahrhundert in Pariser Musikhallen und Cabarets wie dem Moulin Rouge, dem Lido und den Folies Bergère auf. Einer der berühmtesten Schautänze bei den Vorführungen ist der Cancan Jacques Offenbach, der den Tanz auf die Operettenbühne brachte.
In den USA gehörten Showgirls und Tanzaufführungen in Saloons und Tanzhallen zu den lokalen Rotlichtvierteln, die anfangs – wie etwa die Venus Alley in Butte (Montana) – oft der gesellschaftliche Mittelpunkt damaliger Städte waren. Mit der Prohibition und einer zunehmenden Prüderie wurde die Prostitution erschwert. Die nach wie vor beliebten Nummerngirls, Grid-Girls und Cheerleaders tragen dem insoweit Rechnung, als sie nach wie vor weibliche Schönheit für ein vorwiegend männliches Publikum demonstrieren, aber nicht mehr käuflichen Sex anbieten. Nevada stellte dabei eine der wenigen Ausnahmen dar. Erst 1951 wurde sowohl in Reno als auch in Las Vegas die Prostitution verboten, ist aber im Umfeld nach wie vor in einzelnen Bordellen erlaubt.

## Las Vegas

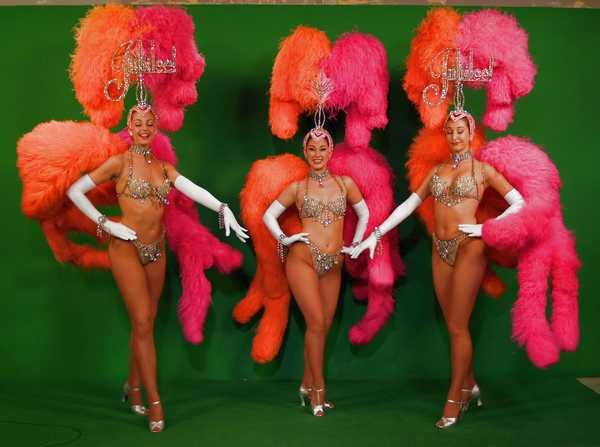
Showgirls der Jubilee!

1952 wurden darauf in Las Vegas, zuerst im Sands Casino bei einer Revue mit Danny Thomas begonnen, Showgirls vor und nach den Auftritten der Headliner einzusetzen. In 1957 begannen mit den Minskys Follies am Desert Inn die ersten Toplessaufführungen in Vegas, am erfolgreichsten war The Lido de Paris am Stardust Casino.
Die ersten schwarzen Showgirls traten bereits in den 1950er Jahren in Vegas auf. Eine von ihnen, Alice Key, engagierte sich in der Bürgerrechts- und Frauenbewegung und gilt als eine der bedeutenden Pioniere für die Rechte der schwarzen Community in Nevada.
Showgirls (1995) und Schwere Jungs – leichte Mädchen sind wie Gold Diggers (1923), Gold Diggers of Broadway (1929), Gold Diggers of 1933, Die Goldgräber von 1935, Gold Diggers of 1937, Gold Diggers in Paris (1938) sowie The Golddiggers in der Dean-Martin-Show ab 1968 Beispiele einer Vielzahl von entsprechenden Film- und Musiktheaterproduktionen.
Die New Burlesque nimmt den Aspekt in einer selbstironischen und weniger sexistischen Weise auf und ist in dem Sinne auch stärker auf ein gemischtes Publikum ausgerichtet. Jubilee! ist eine seit 1981 ursprünglich von Donn Arden produzierte Stripshow in Vegas, die bis in die Gegenwart läuft (2013). Sie basiert auf traditionellen Kostümen von Bob Mackie und Pete Menefee. Die zugehörigen historischen Sammlungen werden bei der University of Nevada, Las Vegas und deren Special Collection aufbewahrt und wissenschaftlich dokumentiert.

## Bekannte Showgirlrevuen

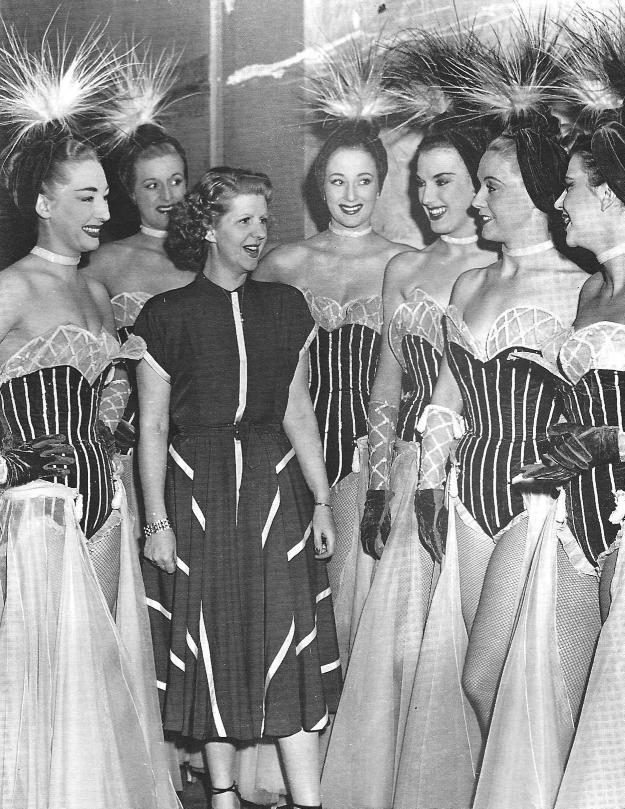
Margaret Kelly mit Bluebell Showgirls, 1948

Die in Irland geborene Margaret Kelly Leibovici (1910–2004) gilt als eine der bekanntesten Produzentinnen und Trainerinnen von Showgirls, wenn nicht als Erfinderin des Formats. Sie hatte 1939 Marcel Leibovici geheiratet, einen rumänischen Juden, der als Pianist bei den Folies Bergère arbeitete. Es gelang ihr, während der deutschen Besatzung ihren Ehemann im Keller zu verstecken. Der Film Die letzte Metro von François Truffaut basiert auf ihren Erlebnissen. Nach dem Krieg begann sie mit dem Produzenten Donn Arden am Paris Lido zu arbeiten. Ihre Revuetruppe, die Bluebell Girls wurden seit 1947 zu weltweit anerkannten Stars und waren bereits Ende der 1950er Jahre weltweit tätig. Noch 1974 stellten sie Shows wie Hallelujah Hollywood und Jubilee! Nach dem Tod ihres Mannes 1961 stiegen ihre Kinder Patrick, Francis, Florence und Jean-Paul in das Geschäft mit ein. Ab 1970 wurde auch topless getanzt.
Weitere bekannte Tanztruppen und -revuen sind im Folgenden aufgelistet:
- Calypso Cabaret (Bangkok, Thailand)
- Folies Bergère (Paris, Las Vegas)
- Folies du Lac (Paris)
- La Nouvelle Eve (Paris)
- Lido (Varieté) (Paris) und Las Vegas
- Moulin Rouge (Paris)
- Paradis Latin (Paris)
- Roderick Palazuelos 'Platinum Stars' (Mexico)
- Splash (Hotelcasino Riviera, Las Vegas) (Frank Marino Show – La Cage)
- The Fabulous Palm Springs Follies, Palm Springs, hier auch mit Damen jenseits der 20
- The Francis Show (Trasvestieshow) (Mexico)
- Tihany Spectacular Circus (Brazil-Mexico)
- Tropicana Club (Havanna, Cuba)
- Cabaret Red Light (Philadelphia, USA)
- VIVA Cabaret Showbar (Blackpool, Großbritannien)

## Bekannte Showgirls

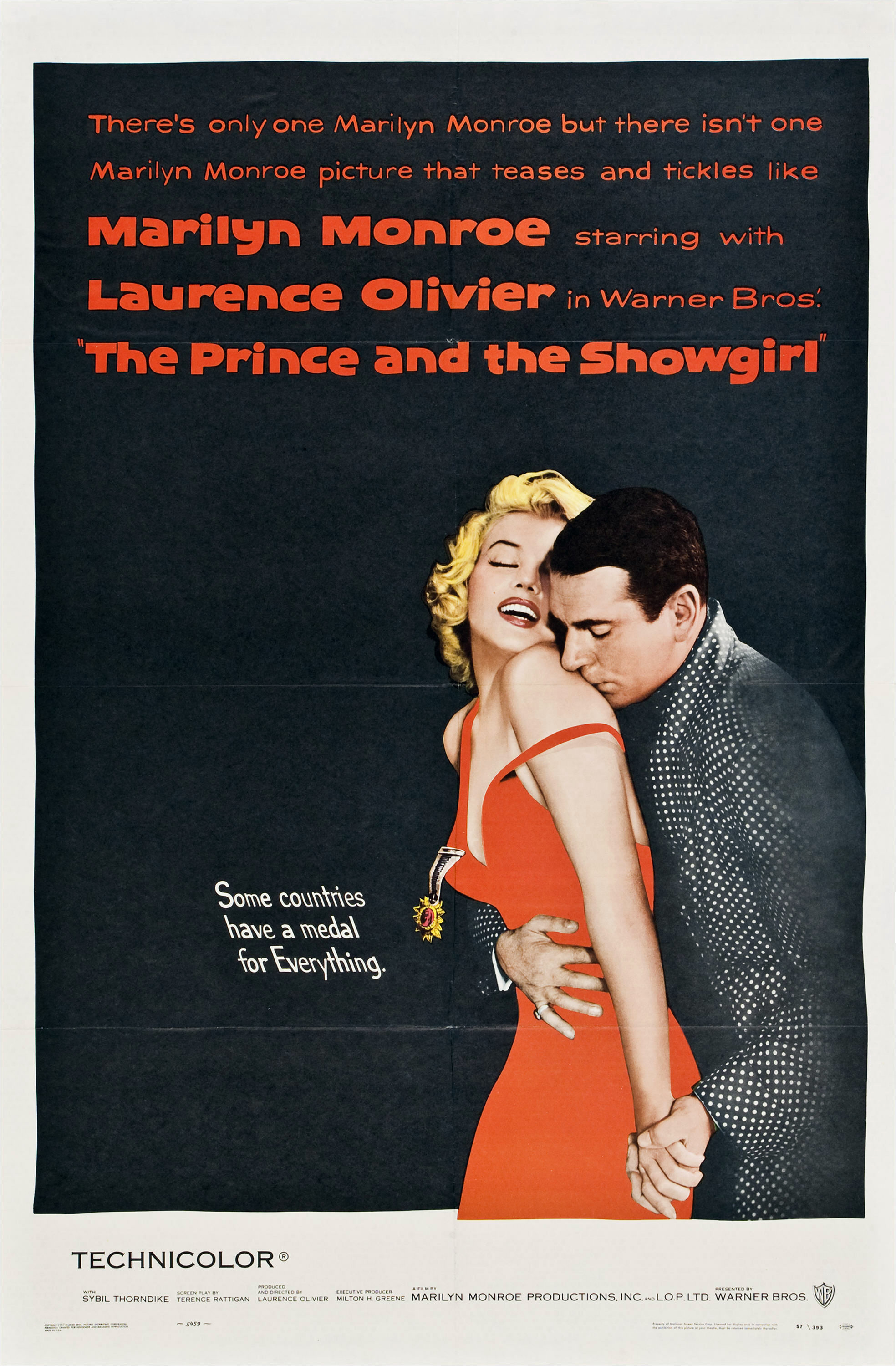
Marilyn Monroe und Laurence Olivier in Der Prinz und die Tänzerin

- Jayne Mansfield
- Nélida Lobato
- Graciela Alfano
- Beyoncé Knowles
- Kelly Key
- Andrea Ghidone
- Adabel Guerrero
- Tina Ferreira
- Vanessa L. Williams
- Susana Giménez
- Moria Casán
- Dita Von Teese
- Kylie Minogue
- Pussycat Dolls
  - Carmen Electra
  - Carmit Bachar
  - Nicole Scherzinger
  - Kimberly Wyatt
  - Robin Antin
  - Jamie Lee Ruiz
- Holly Madison
- Mara Carfagna
- Maria Ford
- Christine Keeler
- Barbara Blakely Marx
- Valerie Perrine
- Dorothy Kloss
- Pamela Anderson
- Jenna Jameson
- Bobby Gentry
- Cassandra Peterson
- Luciana Salazar
- Silvina Luna